# دی‌سیامیل‌بوران
دی‌سیامیل‌بوران (به انگلیسی: Disiamylborane) با فرمول شیمیایی C۱۰H۲۳B یک ترکیب شیمیایی با شناسه پاب‌کم ۱۹۲۷۳۳ است. که جرم مولی آن ۱۵۳٫۰۹ g/mol می‌باشد. 